# Valeriana merxmuelleri
Valeriana merxmuelleri là một loài thực vật có hoa trong họ Kim ngân. Loài này được Seitz miêu tả khoa học đầu tiên năm 1975.